# Anwar al-Sadat
Muḥammad Anwar al-Sādāt (in arabo محمد أنور السادات‎? · pron. egiziana:  [mæˈħæmmæd ˈʔɑnwɑɾ essæˈdæːt]); Mit Abu al-Kum, 25 dicembre 1918 – Il Cairo, 6 ottobre 1981) è stato un politico e militare egiziano, terzo presidente dell'Egitto dal 1970 al 1981, anno del suo assassinio.
Tra i protagonisti della Rivoluzione egiziana del 1952 (che portò all'abbattimento della centenaria monarchia alawita per l'instaurazione d'un ordinamento statale repubblicano), membro del Consiglio del Comando della Rivoluzione egiziano e vicepresidente della Repubblica sotto Gamāl ʿAbd al-Nāṣer, divenne presidente dell'Egitto nel 1970, all'improvvisa morte di quest'ultimo.
Governò incontrastato, instaurando di fatto un regime fortemente autocratico e caratterizzato dalle limitazioni poste alla libertà di stampa e dalle saltuarie violazioni dei diritti umani, fino al suo assassinio avvenuto nel 1981, distinguendosi quasi da subito per il suo radicale cambiamento di rotta rispetto alla politica del suo predecessore, orientandosi per una politica economica neoliberista e per una maggiore apertura alle istanze sociali dei gruppi islamisti locali, così come per l'abbandono della storica politica neutralista (per quanto già allora relativamente più sbilanciato per il blocco orientale) e terzomondista del suo Paese in seno al contesto internazionale della guerra fredda e il conseguente riavvicinamento strategico agli Stati Uniti d'America.
Ricevette il premio Nobel per la pace nel 1978, ex aequo con il primo ministro israeliano Menachem Begin, in virtù dei suoi sforzi nel processo di pace israelo-egiziano che aveva condotto agli accordi di Camp David, cosa però che costò all'Egitto la propria posizione in seno al mondo arabo.

## Biografia

### Origini, carriera militare e politica
Al-Sādāt nacque a Mit Abu al-Kum, nel governatorato di al-Manufiyya (nella regione del delta del Nilo), il 25 dicembre del 1918 in una povera e numerosa famiglia d'etnia nubiana, nella fattispecie originaria per tre quarti della Bassa Nubia (nella porzione più meridionale dell'Egitto) e per un quarto dell'Alta Nubia (nel Sudan settentrionale, presso il confine egiziano).
Diplomatosi all'accademia militare del Cairo nel 1938 come ufficiale delle trasmissioni, venne in seguito inviato di stanza nell'allora Sudan anglo-egiziano, dove conobbe il compagno d'armi Gamāl ʿAbd al-Nāṣer, di cui divenne buon amico. Insieme combatterono poi, nelle file dell'esercito egiziano, la guerra arabo-israeliana del 1948.
Negli anni della sua gioventù ebbe modo di frequentare diversi movimenti e organizzazioni politiche, come i Fratelli Musulmani, il Partito del Giovane Egitto e la Guardia di Ferro dell'Egitto; presso le file di quest'ultimo fu arrestato dai britannici, durante la seconda guerra mondiale, a causa dei suoi sforzi di ottenere aiuti militari dalle potenze dell'Asse per espellere le forze di occupazione britanniche dall'Egitto.
Avvicinatosi infine all'organizzazione repubblicana e nazionalista dei Liberi Ufficiali, capitanata dal gen. Muḥammad Naǧīb e dall'amico il col. Nasṣer, nel 1952 partecipò attivamente alla detronizzazione del re Fārūq I. Fu infatti lo stesso Al-Sādāt ad annunciare via radio la notizia dell'appena verificatosi colpo di Stato repubblicano alla popolazione egiziana.
Fece dunque parte del Consiglio del Comando della Rivoluzione egiziano, la giunta militare che da quel momento detenne il potere nel Paese. Nel 1954, a seguito della deposizione del gen. Naǧīb da parte di Nasser, quest'ultimo lo chiamò a far parte del suo governo. Dal 1960 al 1961, infatti, ricoprì la carica di presidente dell'Assemblea nazionale, e poi ancora dal 1964 al 1968. Nel dicembre del 1969 divenne suo vicepresidente.

### Successione a Nasser
Il 5 ottobre 1970, sette giorni dopo l'improvvisa morte di Nasser per attacco cardiaco, al-Sādāt gli succedette alla carica di presidente.
Ben poco propenso a seguire i dettami del nasserismo più stretto, i suoi propositi di riforma si scontrarono da subito con la sinistra interna nasseriana e, per poter quindi consolidare il suo potere, fu costretto ad attuare un atto di forza, il 15 maggio 1971, epurando i politici e i militari nasseriani più intransigenti.
A tal proposito al-Sādāt parlerà di una "rivoluzione correttiva" e in effetti intraprese una radicale trasformazione del sistema del suo predecessore, eliminandone gli elementi di statalismo e dirigismo in economia, con l'introduzione di politiche di libero mercato e di conseguenza l'apertura del Paese alle grandi imprese straniere (la cosiddetta infitāh, in arabo "apertura"), e abolendo il monopartitismo dell'Unione Socialista Araba nasseriana (per quanto il multipartitismo da lui instaurato fosse più formale che sostanziale).
Favorì poi la rinascita dei movimenti islamici conservatori, precedentemente soggetti alla dura repressione nasseriana, come i Fratelli Musulmani, cui concesse una notevole autonomia nel tentativo di manipolarli per combattere le opposizioni, soprattutto quelle di sinistra attive nelle università.
Proprio per compiacere il crescente potere religioso, al-Sādāt cominciò ad accreditarsi come «presidente credente», tanto da far inserire un emendamento nella nuova Costituzione egiziana del 1971 che sanciva la sharī‘a quale fonte principale dell'intero ordinamento legislativo nazionale. Anche il posizionamento estero dell'Egitto risentì del nuovo corso di al-Sādāt il quale, già due anni dopo la presa del potere, fece ritirare dal Paese i consiglieri militari sovietici, sciogliendo dunque i vincoli pratici che legavano l'Egitto all'Unione Sovietica e rinunciando ufficialmente al suo neutralismo dichiarato per allinearsi al fronte filo-statunitense.
Ciononostante queste importanti divergenze dalla politica di Nasser, nei primi anni settanta s'impegnò comunque nella promozione della prospettiva tipicamente nasseriana dell'unità panaraba, tentando seppur vanamente di creare una Federazione delle Repubbliche Arabe insieme con la Siria e la Libia, proposito naufragato per l'appunto a causa del brusco peggioramento dei rapporti diplomatici con tali Paesi in seguito al suo filo-americanismo e, soprattutto, alla sua progressiva riappacificazione con Israele, che porteranno addirittura allo scoppio della guerra libico-egiziana (1977). Per contro l'Egitto strinse forti rapporti con Sudan e Arabia Saudita.
Nel 1977 truppe egiziane intervennero a sostegno del regime di Mobutu nello Zaire e al-Sādāt si schierò a fianco della Somalia nella guerra dell'Ogaden. Mantenne un ottimo rapporto di amicizia con lo Scià d'Iran Mohammad Reza Pahlavi, tanto da concedergli asilo in Egitto dopo la Rivoluzione khomeinista del 1979.

### La guerra del Kippur
Nell'ottobre del 1973, al-Sādāt guidò l'Egitto al fianco della Siria di Ḥāfiẓ al-Asad nella guerra del Kippur (conosciuta nel mondo arabo come "guerra del Ramadan") contro Israele, in seguito alla quale lo stesso al-Sādāt fu poi noto come l'"eroe dell'attraversamento".
Malgrado l'attacco che colse di sorpresa il suo esercito, Israele riuscì a riorganizzarsi e fermare l'avanzata degli egiziani, che anni dopo riuscirono a recuperare tutta la penisola del Sinai (perduta dall'Egitto durante la precedente guerra dei sei giorni).
Con l'attacco l'Egitto poté rivendicare di aver "lavato l'onta" della sconfitta del 1967 e ne derivò una legittimazione a gestire la politica estera in modo autonomo dal nasserismo.

### Pace con Israele
Al-Sādāt l'utilizzò per imprimere un ritmo rapido al processo di pace con Israele.

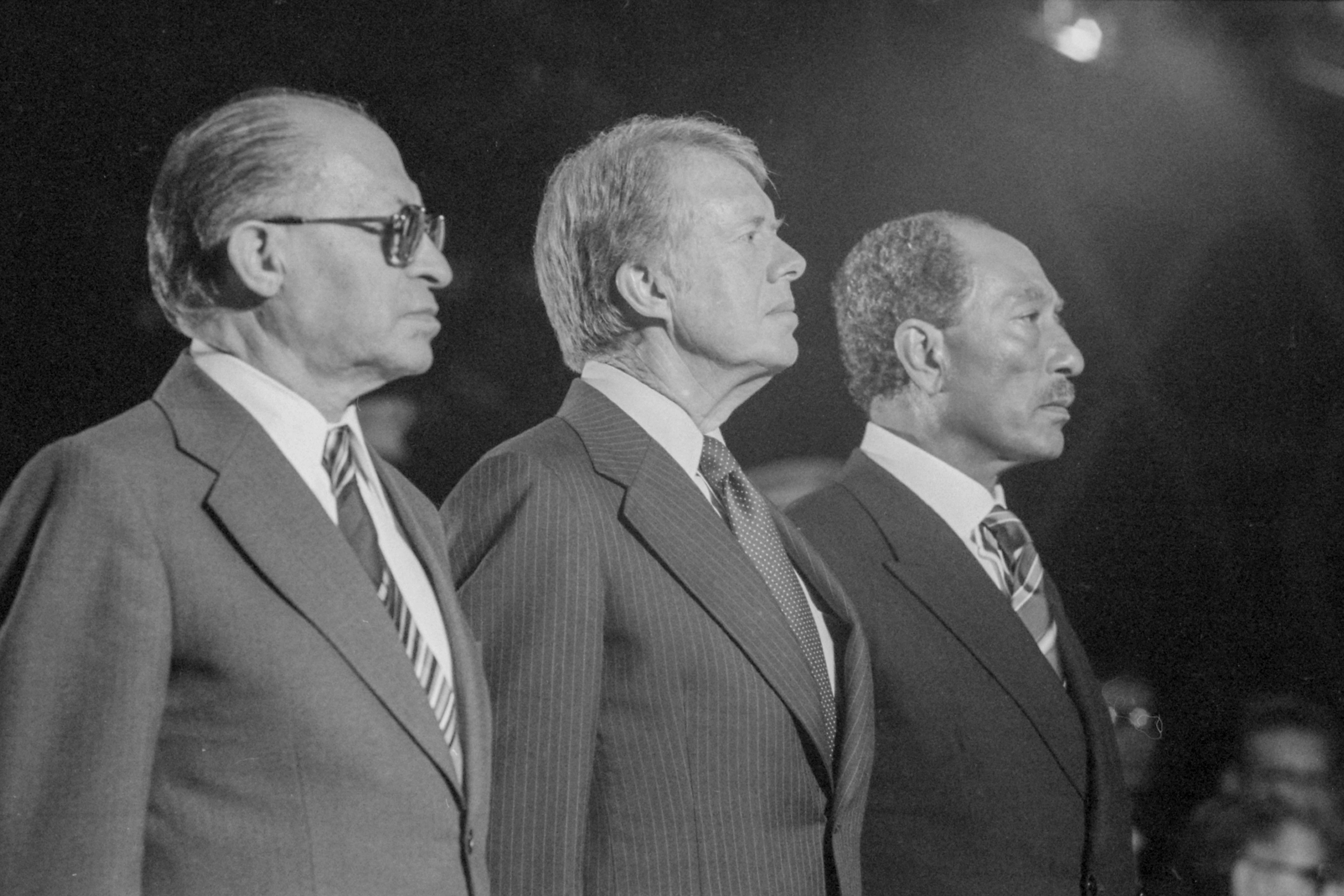
Il presidente USA Jimmy Carter fra Menachem Begin e Anwar al-Sādāt a Camp David

Dopo l'iniziativa accuratamente preparata della visita ufficiale a Gerusalemme nel 1977 (primo leader arabo a recarsi in Israele, cosa che scandalizzò la maggior parte del mondo arabo e musulmano), contraccambiata da quella del primo ministro israeliano Menachem Begin a Ismailia appena due mesi dopo, esso culminò − grazie anche all'intercessione del presidente degli Stati Uniti, Jimmy Carter − negli accordi di Camp David del 1978, e nel trattato di pace israelo-egiziano del 1979, che ponevano fine a decenni di ostilità e che valsero a Begin e Sādāt il premio Nobel per la pace (1978).
Nelle fasi successive Israele si ritirò dalla penisola del Sinai, restituendo all'Egitto l'intera area nel 1983.
Gli accordi di Camp David, per quanto furono accolti tutto sommato abbastanza favorevolmente dalla maggior parte degli egiziani, vennero invece pesantemente criticati dai fondamentalisti islamici, specie i Fratelli Musulmani, e dalle variegate forze della sinistra, che interpretarono il trattato di pace siglato con Israele come un abbandono della causa palestinese.
Anche gli altri Paesi del mondo arabo malvidero la pacificazione con Israele, effettuata oltretutto in una delle fasi più aspre del conflitto arabo-israeliano, e i rapporti diplomatici ne risultarono di conseguenza irrimediabilmente compromessi.
Infatti, siccome con la stipula del trattato di pace l'Egitto adesso riconosceva ufficialmente l'esistenza stessa dello Stato d'Israele, per gli altri Stati arabi ciò valse come un vero e proprio tradimento della comune causa antisionista e datosi inoltre che al-Sādāt aveva agito in totale autonomia nell'imbastire l'intero processo di pace, senza averne nemmeno discusso previamente con tutti gli altri Paesi membri della Lega araba, il fatto fu considerato per di più una slealtà nei confronti delle stesse finalità e procedure interne della Lega, motivo per cui l'Egitto venne sospeso - pur col voto contrario del Sudan - dalle sue file fino al 1989.

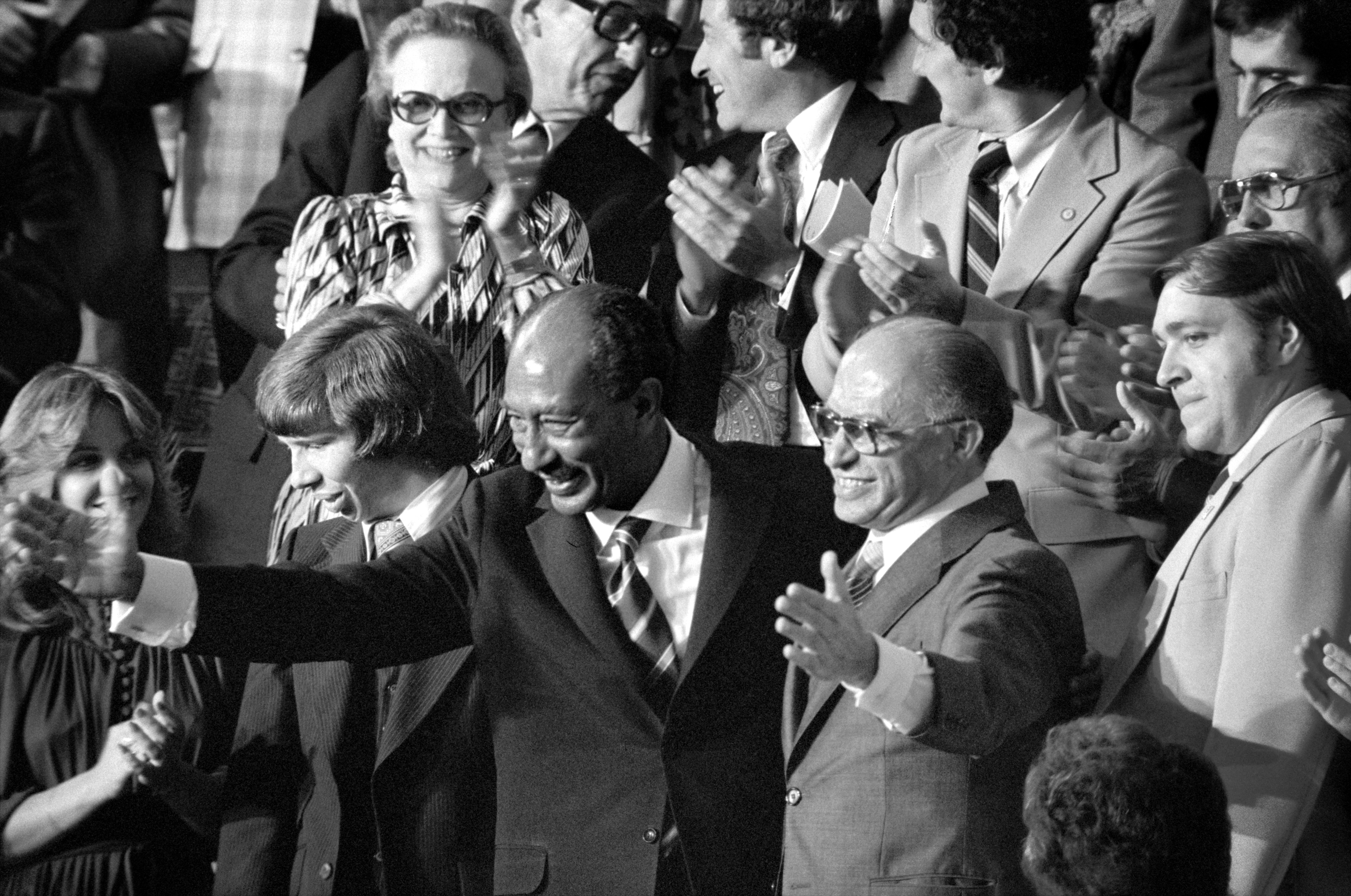
Begin e Sādāt tra la folla plaudente a Camp David

### L'inasprimento del regime
Nel frattempo, il sostegno internazionale al governo di al-Sādāt si affievolì notevolmente a causa del suo modo autoritario di governare, che vide anche l'avvicendarsi di una grave crisi economica che aumentò il divario tra ricchi e poveri, e la mano dura nella repressione dei dissidenti.
Già nel gennaio del 1977, il malcontento popolare nei confronti della politica di contenimento della spesa pubblica adottata dal governo dietro pressioni del Fondo Monetario Internazionale, diretta in particolare alla rigida liberalizzazione del sistema dei prezzi, specie per quanto riguardava il taglio dei sussidi sui beni di prima necessità, era sfociato in violente proteste di piazza nelle principali città egiziane.
Alla "rivolta del pane" posero fine solamente il dispiegamento dell'esercito e la restituzione delle sovvenzioni statali. Parallelamente le organizzazioni islamiche erano ormai sfuggite al controllo di al-Sādāt, e gli si erano rivoltate contro.
Nel 1978 al-Sādāt sciolse l'Unione Socialista Araba e creò al suo posto il Partito Nazionale Democratico, con posizioni centriste e moderate, sancendo il definitivo allontanamento dalle posizioni socialiste arabe del nasserismo.
Proprio il subbuglio causato dal fallimento dell'opzione liberista, indusse il Raʾīs a ricorrere a gravi misure repressive per assicurarsi la stabilità del regime: dopo aver fatto passare un referendum per garantirsi la presidenza a tempo indeterminato nel 1980, con cui poté assumersi in via del tutto eccezionale anche la carica di primo ministro, la repressione colpì nel settembre del 1981 migliaia di oppositori d'ogni parte dello spettro politico, dalle organizzazioni religiose islamiche e copte (lo stesso papa Shenuda III fu esiliato nel monastero di San Bishoi), a quelle studentesche e marxiste, ordinando quasi 1600 arresti.

### L'assassinio
Il 6 ottobre del 1981, al-Sādāt venne assassinato da Khalid al-Islambuli, esponente di un'organizzazione terroristica riconducibile alla Jihad islamica egiziana, che intendeva punirlo per la pace stipulata con Israele, durante una parata militare a Il Cairo in occasione della commemorazione per l'inizio della guerra del Kippur.
L'attentatore balzò fuori da un camion militare assieme a tre altri complici e corse in direzione del palco dove si trovava il Presidente, affiancato da alcune personalità straniere, per poi saltare sulla piattaforma e scaricare l'intero caricatore del suo fucile sul corpo di al-Sādāt gridando «Ho ucciso Faraone».
Fu catturato subito dopo, processato e giustiziato nel 1982 assieme ad altri suoi complici. A Sadat succedette il suo vicepresidente, Hosnī Mubārak.
Un numero record di dignitari provenienti da tutto il mondo, tra cui i tre ex Presidenti USA Ford, Carter e Nixon, presero parte ai funerali di al-Sādāt – sobri e del tutto privi di partecipazione popolare, a differenza delle esequie di Nasṣer nel 1970 – a cui tuttavia non partecipò nessun leader arabo né musulmano, eccetto il presidente sudanese Jaʿfar al-Nimeyrī e il presidente somalo Mohammed Siad Barre. Venne sepolto accanto al monumento al Milite Ignoto, sotto la dicitura Eroe di Guerra e di Pace.

## Legami familiari
Al-Sādāt si sposò due volte. Divorziò da Ehsan Madi per sposare l'anglo-egiziana Jihān Raʾūf, all'epoca appena sedicenne, il 29 maggio 1949. Ebbero tre figlie e un figlio. La signora al-Sādāt – che ha dato il suo nome a una legge estremamente progredita nel campo dell'uguaglianza dei diritti fra i sessi – ha ricevuto nel 2001 il Premio Pearl S. Buck. L'autobiografia di al-Sādāt, In Search of Identity venne pubblicata nel 1973.